# Палеоиндейцы

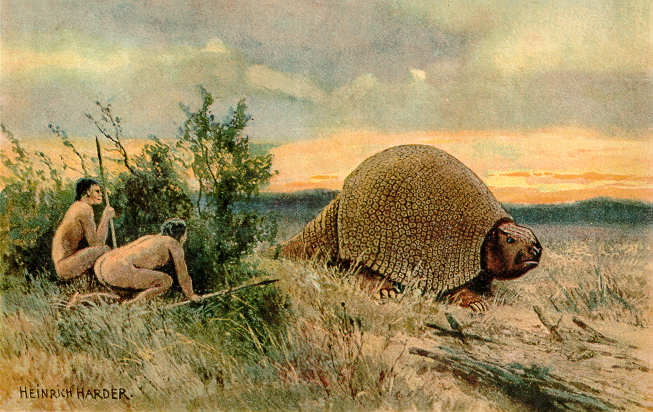
Палеоиндейцы охотятся на глиптодона. Художник Генрих Хардер

Палеоинде́йцы — условное наименование первых людей, заселивших Американский континент в конце последнего ледникового периода (в Европе — вислинское оледенение, в Северной Америке — висконсинское оледенение). Процесс заселения Америки является предметом споров и исследований. Префикс «палео»-(παλαιός) с греческого переводится как древний или античный, соответственно, самих палеоиндейцев обозначают как людей, живших в западном полушарии в эпоху палеолита.
Учёные предполагают, что основной причиной миграции, через существовавший в период последнего ледникового максимума сухопутный Берингов перешеек, была охота на крупных животных. Так, между 22 000 и 17 600 годами до нашей эры, мелкие группы охотников-собирателей из Азии пересекли Берингию и попали на Аляску. Между 15 000 и 13 000 годами до нашей эры началось таяние ледникового щита на Аляске и вдоль тихоокеанского побережья образовался коридор, позволивший людям мигрировать на юг. Люди перемещались пешком или плыли на примитивных лодках вдоль береговой линии. Пока учёные не выяснили точные даты заселения и маршруты передвижения, но последние данные археологии и палеогенетики показывают, что переселение на юг могло идти двумя волнами, по 2-м коридорам между Кордильерским и Лаврентийским ледниковыми щитами, открывшимся примерно 17 тыс. лет назад (15 тыс. лет до н.э.) — прибрежный тихоокеанский коридор и 13,5 тыс лет назад (11,5 тыс. лет до н.э.) — коридор Маккензи. 

Основным доказательством пребывания человека в Западном полушарии служат каменные орудия, копья и скребки, остатки древесного угля, найденные при раскопках. С помощью них археологи и антропологи стремятся узнать о культуре и происхождении древних индейцев. Генетические исследования показали, что все индейские народы произошли от одной волны «переселенцев» восточноазиатского происхождения из южной Сибири, численностью не более 5000 человек, попавших на Аляску между 24 и 19,6 тыс. лет назад. Первая волна миграции из Аляски на юг по прибрежному тихоокеанскому коридору стартовала не ранее 17 тыс. лет назад, а 14,6 тыс. лет назад обе Америки уже были заселены. Позже, уже в историческое время, около 1 тыс. лет назад, с севера Сибири произошла миграция предков инуитов и эскимосов на Аляску, которые освоили методы строительства лодок для охоты на морского зверя и заселили арктические побережья Северной Америки и Гренландии. 

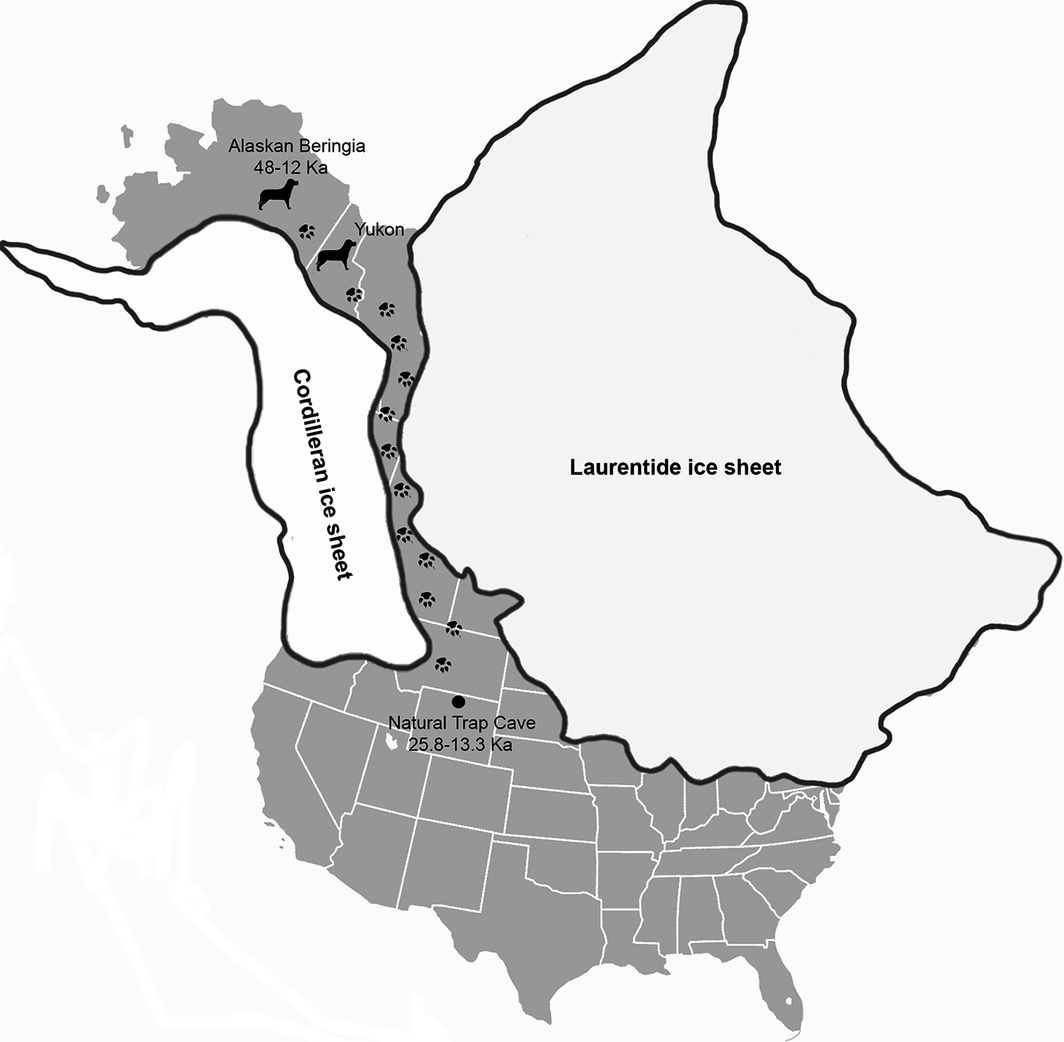
Возможный маршрут миграции волков от Аляски до Вайоминга, где в пещере были найдены останки волков, характерных для Северной части Северной Америки. Движение животных шло по коридору, свободному от двух ледников того периода

## Хронология

Карта расселения человека по континентам, на основании теории африканского происхождения человека

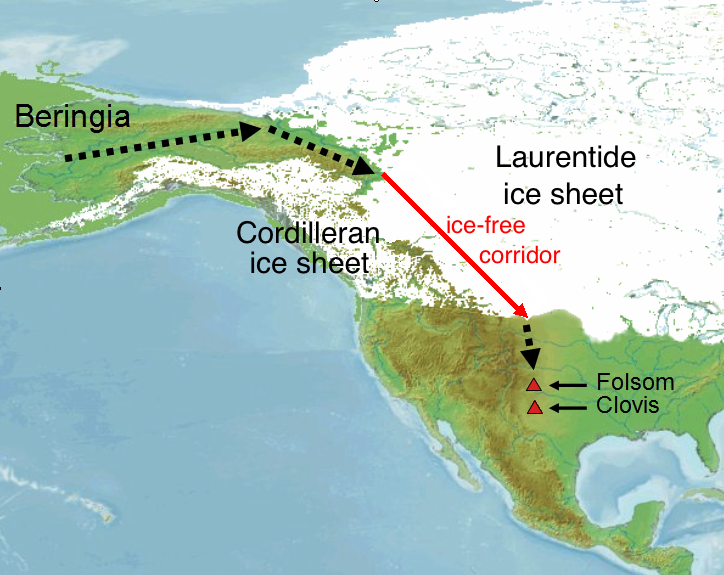
Наиболее вероятный маршрут переселения в новый свет предков индейцев

Согласно наиболее известной точке зрения, первые люди прибыли в Америку через ещё существовавший тогда Берингов перешеек (Берингию) между Сибирью и Аляской 24 000—19 000 лет назад, когда уровень воды в море был достаточно низким для образования перешейка. По наиболее вероятной версии, люди следовали по путям миграции крупных животных, ныне вымерших. Весьма спорной считалась датировка артефактов в пещерах Блуфиш на Аляске в 40 тыс. лет (новая калиброванная датировка — 24 тыс. л. н.). 
Другая версия гласит, что люди могли использовать лодки, чтобы попасть на Аляску. По наиболее распространённой точке зрения, первое переселение на юг из Аляски состоялось около 16 тыс. лет назад, после отступления ледникового щита, преграждавшего путь на юг (хотя есть и спорные гипотезы более раннего переселения — см. статьи Лузия, Ньеде Гидон). Остаётся предметом споров их путь по американскому континенту: либо от Аляски по Тихоокеанскому побережью, либо по центральной части материка через свободное от льдов пространство между Лаврентийским ледяным щитом и глетчерами Береговых хребтов на территории Юкон в Канаде.
Находки в XXI веке человеческой митохондриальной ДНК в пещерах Пэйсли в штате Орегон (митохондриальные гаплогруппы A2 и B2) указывают скорее на перемещение вдоль побережья около 16 - 15 тыс. лет назад. Отдельные находки в Монте-Верде (Чили) или Мидоукрофте (Пенсильвания) также позволяют сдвинуть дату первого переселения на этот ранний срок.

### Палеогенетические исследования
У современных американских индейцев распространены 5 гаплогрупп мтДНК (A, B, C, D, X), обычные для коренных народов Южной Сибири от Алтая до Амура. 
Уникальным генетическим маркером палеоиндейцев и их потомков — современных индейцев является Y-хромосомная гаплогруппа Q1b1a1a-M3 и её вариации, возникшие в результате случайных мутаций, передающаяся по мужской линии. Их исследование показывает, что в результате малочисленности палеоиндейского населения и их широкого ареала расселения, многие индейские группы развивались в изоляции друг от друга. Такая же гаплогруппа распространена среди коренных народов Сибири, Урала. Исследование генетики инуитов и эскимосов показало, что данные популяции попали в Америку значительно позже палеоиндейцев, и хотя их и принято относить к коренным народам Канады, индейцами они не считаются. Генетические исследования (2015 год) показали у алеутов и некоторых индейских племён (атабаски, суруи) незначительную примесь аутосомных генетических маркеров австронезийских народов. Возможно, эти маркеры могли попасть в Америку с миграцией предков палеоалеутов из Восточной Азии позже 9 тыс. лет назад, либо с предками инуитов, так как у представителей более древних палеоиндейцев такой примеси не найдено. Впрочем, исследователи не исключают того, что случайный приток австронезийских последовательностей ДНК у этих народов произошёл уже во время европейской колонизации.
Согласно исследованиям на 2018 год, первые поселенцы из Евразии закрепились на территории Аляски не ранее 23 000 лет назад, мигрировав по Берингии. При анализе сравнивались ДНК материалы из Центральной и Южной Америки, а также геномы десяти групп из Сибири и 15 человек из Китая, которые были связаны генетически с переселявшимися в Америку людьми. Однако на тот период приходится резкое похолодание и рост ледников, перекрывших путь людям на юг в Северную Америку. Из-за ледникового щита, протянувшегося на тысячи километров, люди не могли продвигаться дальше и их потомки продолжали жить на Аляске в течение нескольких тысяч лет.

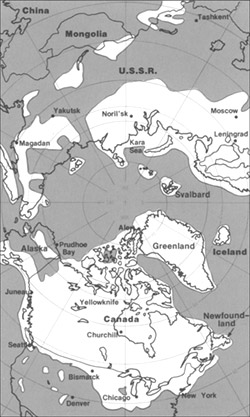
Максимальная протяжённость ледника в полярной области в период плейстоцена включала обширный ледяной щит Лоурентида в восточной части Северной Америки

Последний ледниковый максимум начался 26,5 тыс. лет назад и продолжался до 19 тыс. лет назад. В этот период территории Канады и тихоокеанского побережья Аляски оказались закрыты ледниковым Лаврентийским щитом и Кордильерским ледником. Потепление и уменьшение площади ледников в Северном полушарии началось 17 тыс. лет назад. Подобная датировка согласуется с анализом фактов, указывающих на постепенное повышение уровня Мирового океана в конце плейстоцена - начале голоцена (17-12 тыс. лет назад). В итоге 11 тыс. лет назад перешеек между Евразией и Северной Америкой оказался затоплен.
С потеплением между сплошных ледников, покрывавших континент, образовался свободный ото льда проход вдоль тихоокеанского побережья, либо вдоль реки Маккензи. Этот путь был также использован хищниками, ныне вымершими — берингийскими волками. Люди стали постепенно мигрировать, при этом миграция не носила массового характера. Люди переселялись семьями из стойбищ или поселений, в которых с увеличением численности истощались запасы дичи. Первично она шла в юго-восточном направлении. Пионерами расселения стали представители первой волны переселенцев (16—15 тыс. лет назад), за 1,5—2 тыс. лет до культуры Кловис.
Скорость миграции, которая стартовала по континенту между 16 и 15 тысяч лет назад, была очень высокой — уже  ~14,6 тысяч лет назад люди достигли территории юга Чили (стоянка Монте-Верде) - южной оконечности Южной Америки.
Также учёные смогли оценить примерное число первых поселенцев в Северной Америке, которые в итоге стали прародителями всех остальных индейцев в Северной и Южной Америке: согласно генетическим исследованиям — от 230 до 300 человек (не более 5000 человек).
Археогенетики, исследовавшие геномы из останков двух младенцев с местонахождения река Восходящего Солнца, живших в долине Танана (Центральная Аляска) ок. 11,5 тыс. лет назад, подтвердили выводы, что восточно-азиатские предки всех американских индейцев одной волной переселились с Чукотки на Аляску в позднем плейстоцене между 20−25 тыс. лет назад, до того как Берингия исчезла ок. 11 тыс. лет назад. С этого момента «древние берингийцы» были в Америке изолированы от Евразии. После первой волны миграции из Аляски на юг 17-15 тыс. лет назад, не позднее 14,6 тыс. лет назад произошло их разделение на северную и южную группы палеоиндейцев, из которых сформировались народы, заселившие Северную и Южную Америки. Северная группа стала предковой для атабасков.  Впоследствии эти группы неоднократно смешивались.
Исследования генома ископаемых останков представителя культуры Кловис, мальчика Anzick-1, жившего около 12,6 тыс. лет назад, показали, что он был носителем Y-хромосомной гаплогруппы Q-L54*(xM3) или Q1b1a2-M971 (ISOGG 2018), широко распространённой и у современных индейцев. Его мтДНК относится к гаплогруппе D4h3a. Это редкая субклада, которая встречается у современных представителей индейских племён тихоокеанского побережья обеих Америк, что также может свидетельствовать о древней миграции вдоль тихоокеанского побережья. Наиболее близкими генетически к этому мальчику оказались современные представители южно-американских индейских народов, менее близкими — северо-американские. Это подтверждает гипотезу о разделении палеоиндейцев на южную и северную ветви между 17,5 и 14,6 тыс. лет назад, а также то, что представители Кловис принадлежали к южной ветви, но не исключают также более поздней миграции с Аляски на юг через коридор между ледниковыми щитами, открывшийся в долине Маккензи около 13,5 тыс. лет назад.
Из современных азиатских народов наиболее близкими генетически к северо-американским индейцам являются коряки, живущие на Камчатке. На побережье Гренландии и Баффиновой земли найдены ископаемые останки представителя культуры Саккак (4170—3600 лет до настоящего времени) с Y-хромосомной гаплогруппой Q1a1-F746>Q1a1b-YP1500/B143>Q-Y222276>Z36017, генетически родственные алеутам, нганасанам и корякам. Эта культура первобытных охотников на северных оленей существовала в период от 4 до 2,8 тыс. лет назад и полностью вымерла, не оставив генетических потомков.

### Палеоиндейский период

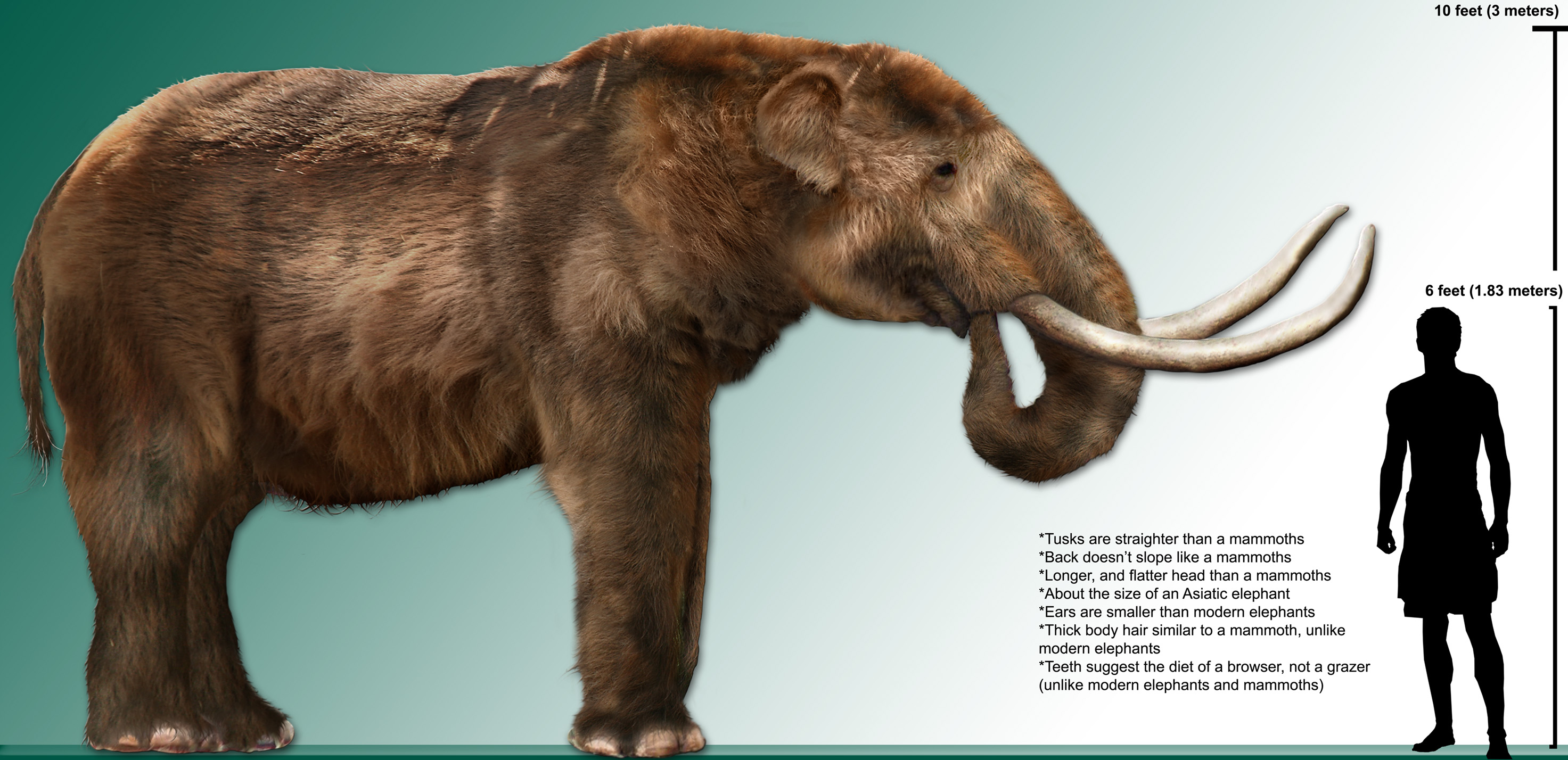
Американский мастодонт вымер примерно 12 000—9000 лет назад в результате человеческой деятельности и изменения климата

Самое раннее свидетельство присутствия палеоиндейцев было найдено на Аляске (восточная Берингия), которые попали туда примерно 20 тысяч лет назад, более поздние стоянки находятся на канадских территориях сегодняшней Британской Колумбии, западной Альберты и равнинах Олд-Кроу территории Юкон. Впоследствии стоянки палеоиндейцев постепенно распространялись по территории двух американских континентов. Так как люди распространялись по широкой географической зоне, разные группы стали изолироваться друг от друга и развивать разный образ жизни и самобытную культуру.
Однако некоторые элементы быта — такие, как способ изготовления инструментов для охоты и каменных изделий — оставались общими среди разных групп индейцев. Во время ледникового периода палеоиндейцы были кочевниками, активно перемещавшимися по американскому континенту в составе небольших групп по 20 до 60 человек. Еду добывали в основном в осенние периоды, когда в реках в изобилии водилась рыба, также охотясь на разных крупных зверей, в том числе и мамонтов. Люди Кловис предпочитали охотиться на одиноких молодых самцов мамонта, изгоняемых из семейного стада по достижении половой зрелости, как это принято у слоновых. Для охоты использовались короткие метательные копья с костяным или обсидиановым наконечником, которыми старались ранить брюхо и внутренние органы животного, для увеличения силы броска применялся атлатль. Охота на мамонтов происходила в предзимний период, мясо добытых мамонтов заготавливалось и хранилось в ямах-ледниках, перекрываемых рёбрами добытых мамонтов. Палеоиндейцы также собирали орехи, грибы, ягоды и съедобные корни. К зиме племя должно было запастись едой в достатке и приготовить из шкур животных тёплую одежду. Зимой индейцы отправлялись вглубь континента для ловли там рыбы и добычи пушнины.
Позже, климатические изменения, похолодание и усиление пресса охоты вызвали истощение природных ресурсов, что привело к более активным миграциям среди индейских групп, которым приходилось мигрировать через каждые 3—6 дней и за год преодолевать расстояния до 360 километров. Небольшие семейные группы объединялись весной и летом для групповой охоты и к осени снова разделялись. Из шкур убитых зверей изготавливали одежду или использовали их для строительства палаток для сна. Принято считать, что палеоиндейцы раннего и среднего периода выживали в основном за счёт охоты на мегафауну; мамонтов (шерстистых, Колумба), гигантских бобров (Castoroides), степных зубров, овцебыков, мастодонтов и канадских оленей.
Вымирание плейстоценовой мегафауны влияет на форму каменного наконечника, который за несколько тысяч лет значительно укорачивается, схожий стиль первых наконечников объясняется тем, что их изготовление было типичным для культуры Кловис, которая долгое время передавала знания об изготовлении остальным людям. Благодаря изобилию крупной дичи, до этого незнакомой с человеком, эффективная численность населения в Северной Америке, согласно палеогенетическим исследованиям, выросла в 60 раз за период от 13 до 11 тыс. лет до н.э.
Палеолитическая культура Кловис, появившаяся примерно в 11 500 году до нашей эры, представители которой охотились в основном на крупных хоботных (мамонтов, мастодонтов и кювьерониусов), предположительно, сыграла одну из главных ролей в вымирании плейстоценовой мегафауны (в ходе раскопок найдены как минимум 12 «мест забоя и разделки хоботных», что является очень большим числом для такой кратковременной культуры, как Кловис). Именно в этой культуре впервые появляются первые каменные наконечники в Америке, имеющие острые и симметричные очертания с канавкой рядом с основанием, куда вдевалось древко копья. При этом технология изготовления копья оставалась одинаковой в течение нескольких сотен лет, что говорит о том, что знания о изготовлении копья передавались определённой группой мастеров. В какой-то момент такая система передачи знаний исчезает (вероятно, из-за исчезновения культуры Кловис), и разные племена начинают разрабатывать новые стили изготовления копья, которые, однако, не распространялись по континенту, как наконечники культуры Кловис, что можно объяснить снижением социального обучения и, вероятно, общими взаимодействиями между североамериканскими племенами.
Палеоиндейцы были хорошими охотниками и использовали для охоты разные инструменты, включая атлатль (копьеметалку), умели самыми разными способами изготавливать острые наконечники и каменные инструменты для разделки туши. Археологи обнаружили, что инструменты, сделанные одним племенем, перемещались на довольно значительные расстояния в северной Америке, например, между Северной Дакотой и северо-западные территориями Канады, Монтаны и Вайоминга., что говорит о существовании торговли. Так вероятные торговые пути были найдены в Британской Колумбии, на побережье Калифорнии.
Ледники, покрывающие северную часть северного континента Америки, стали таять, освобождая новые жизненные пространства в период между 14 000-11 500 годами до нашей эры. В это же время начинается исчезновение мамонтов в Северной Америке. Одновременно на северном континенте вымирают все американские верблюды и западные лошади. Домашние лошади в далёком будущем будут завезены в Америку вместе с испанскими и британскими колонистами из Старого Света. Массовое вымирание в четвертичный период заставило многие племена изменить свой образ жизни и способ питания.
Примерно между 10 500 и  9 500 годами до нашей эры охотники Великих равнин выживают за счёт добычи мяса и шкуры бизона, что стало типично для археологической культуры Фолсом. Их представители путешествовали небольшими семейными группами в течение всего года, возвращаясь в определённое время года на определённые стоянки для охоты на бизона, где сооружали палатки, добывали и разделывали мясо, обрабатывали шкуру и затем продолжали путешествие. (Похожий образ жизни сохраняли многие индейцы до XIX века, до массового истребления бизонов британскими колонистами, что привело к массовому голоду и вымиранию индейских групп). Палеоиндейцы жили небольшими группами и их общая численность была относительно низкой.

#### Южная Америка
Заселение Южной Америки происходило за счёт миграции палеоиндейцев в Южную Америку в поисках нового жизненного пространства. Это были преимущественно небольшие группы собирателей и охотников на крупных животных. Они селились в основном в тропических и субтропических зонах Венесуэлы, Перу и Эквадора. Недалеко от венесуэльского города Коро в раскопках были найдены оставленные людьми петроглифы Тайма Тайма, датированные примерно между 14,200 — 12,980 годами до настоящего времени, которые дают понять, что эти люди охотились на гомфотериевых, глиптодонов, токсодонов и гигантских ленивцев — эремотериев. Более поздние культуры, датируемые 11,000 лет назад и использующие короткие, «рыбьи» наконечники для охоты, имеют более широкую географию расселения, преимущественно в центральной и южной части континента. Так как заселение Южной Америки происходило позже и более древними группами палеоиндейцев, считалось, что некоторые современные индейцы Южной Америки, особенно племена, находящиеся долгое время в изоляции, сохраняют архаические черты и даже могут обладать иными расовыми чертами, чем основная группа индейцев. Например, в Амазонии и на Огненной Земле — представители народностей бакаири и фуэгины (ныне почти вымершие) сохранили палеоиндейские черты — долихокефалию, низкий рост, тёмную кожу и вьющиеся волосы. Однако, генетические и палеогенетические исследования представителей этих народов не подтвердили их реликтовое происхождение или какую-либо примесь генов австронезийских народов. Другая немногочисленная группа индейцев Патагонии (теуэльче) на юге южноамериканского континента, выделяется, наоборот, высоким ростом, широкой челюстью, прямым носом.

### Архаический период

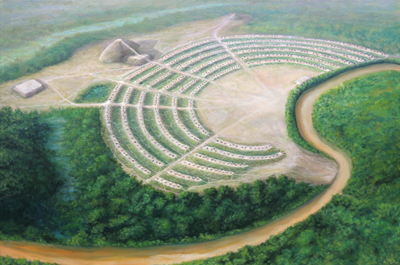
Курганы Поверти Пойнт, построенные в 3500 году до нашей эры

Архаический период принято считать периодом потепления, началом эпохи голоцена и исчезновением многих представителей мегафауны. К архаическому периоду относят промежуток времени между 8000 и 2000 годами до нашей эры. Большинство палеоиндейцев по прежнему сосредоточены на охоте, но некоторые группы начинают практиковать ткачество, гончарное искусство и сельское хозяйство; образуются первые постоянные поселения, состоящие из нескольких сотен человек, такие, как, например, культуры архаического Юго-запада Поверти-Пойнт или культуры Плано, совмещающие охоту на дичь, рыболовство и сельское хозяйство; представители данных культур собирали дикие растения и овощи для выращивания их на своих полях, среди которых были небольшие кукурузные початки. Хотя среди данных групп и сохранялась традиция охоты на крупную дичь, их традиции усложнялись, появилось классовое неравенство. 

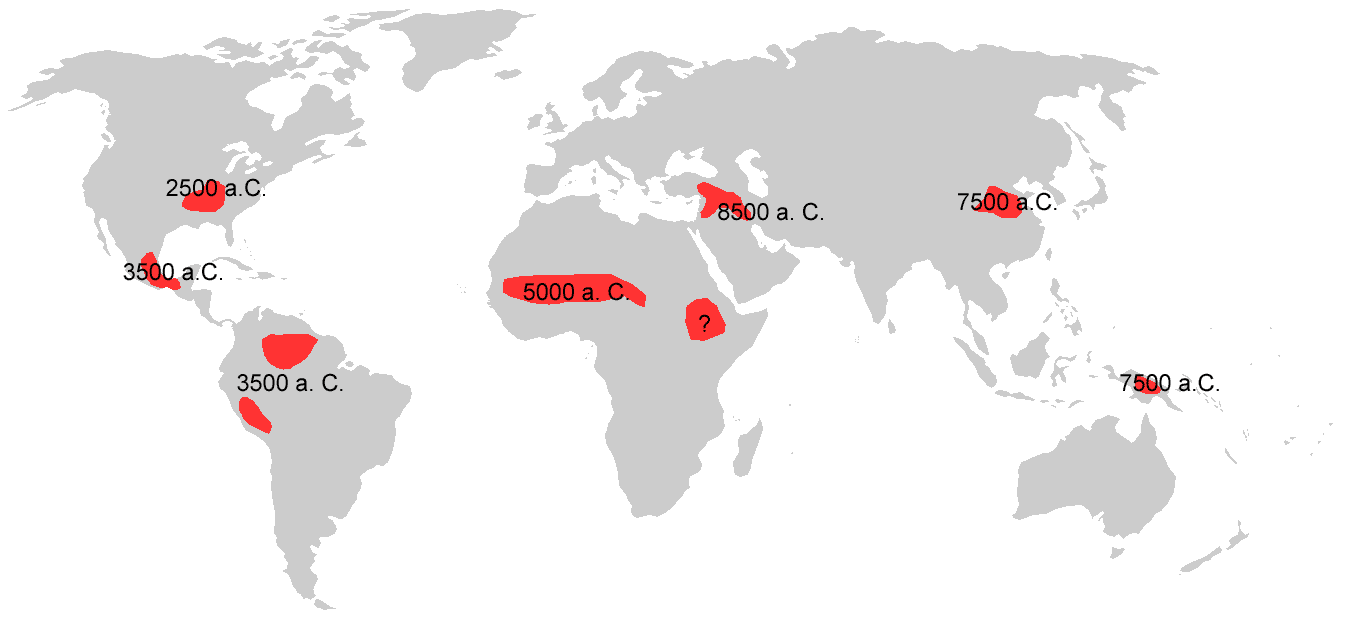
Очаги зарождения сельского хозяйства

В 3500 году до нашей эры появились первые сложные монументальные постройки-курганы Уотсон-Брейк культуры Поверти-Пойнт в Аллювиальной равнине Миссисипи. Их строительство продолжается в течение 500 лет. Немного позже появляются курганы в Френчманс Бенд и Хеджепет, которые возводятся представителями той же или родственной культуры. Однако Курган Уотсон Брейк признан старейшим курганом с каменной надстройкой в Новом Свете. В своё время культура Поверти-Пойнт оказывала сильное политическое, торговое и культурное влияние на континент, так как её присутствие было найдено более чем в 100 местах археологических раскопок.
На юго-востоке США были найдены многочисленные «кухонные кучи» из моллюсков и раковин с датировкой между 4000 и 3000 годами до нашей эры в бывших руслах рек. Это говорило с том, что вдоль рек и берега океана обитали многочисленные индейские племена, питавшиеся морепродуктами. Сегодня многие из данных стоянок затоплены из-за повышения уровня воды. Между 3000 и 1000 годами до н.э. индейцы, питавшиеся, например, устрицами, жили на территории Южной Каролины и Калифорнии. На некоторых территориях - таких, как ныне затопленные побережья Флориды или Мексиканский залив - пищевые ресурсы были в изобилии, что позволяло индейцам создавать развитые культуры и возводить курганы между 4 870 и 4 270 годами до нашей эры..
Признаки развитого общества существовали и на севере, на территории современной Канады, где на территории северо-западного Онтарио располагается сеть курганов «Кай-На-Чи-Ва-Нунг», сооружённых примерно в 3000-м году до нашей эры. Археологические раскопки показывают существование развитой культуры неолита на севере Америки, ставшей частью общеконтинентальной меновой торговли из-за своего стратегического расположения в центре крупных североамериканских водных путей.
Между 9 и 5 тыс. лет назад произошёл переход части индейцев доисторической Бразилии к выращиванию некоторых сельхозкультур, ими были одомашнены маниок, гуава, кабачки. Картофель был постепенно одомашнен на территории Боливии между 9 и 7 тыс. лет назад, откуда распространился по тропическим районам Южной Америки (территория Перу, Колумбии, Венесуэлы). В Центральной Америке около 7,5 тыс. лет назад была одомашнена кукуруза. Индейка одомашнена майя около 2 тыс. лет назад. Собака, вероятно, была приручена азиатскими предками палеоиндейцев ещё до их прихода в Америку и помогала им в охоте на крупных животных.

## Отдельные культуры

### Культура Кловис

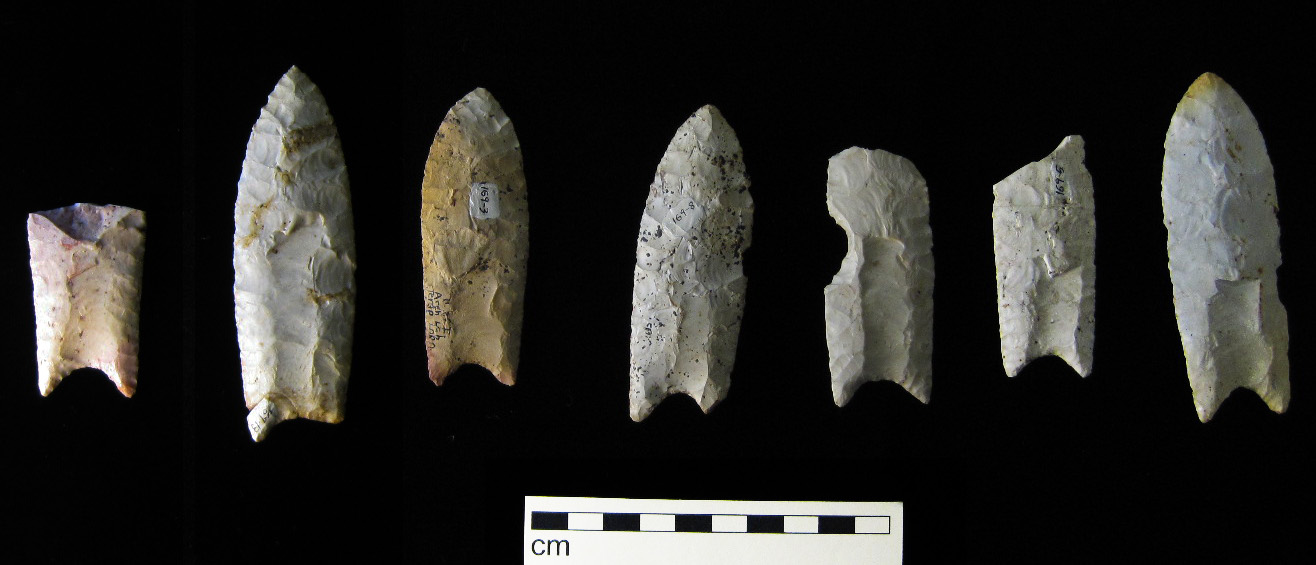
Коллекция наконечников копья культуры Кловис

Первой широко распространённой археологической культурой доколумбовой Америки была культура Кловис («охотников на мамонтов»), названная по месту находок у г. Кловис в штате Нью-Мексико. Датируется 11500 — 10900 гг. до н. э. Для данной культуры характерны своеобразные обоюдоострые наконечники копий из кремня и обсидиана с желобчатым основанием и двусторонней обработкой поверхности.
Люди культуры Кловис занимались охотой и собирательством и кочевали небольшими семейными группами по Северной и Центральной Америке вплоть до Панамы. К югу от Панамы вместо наконечников типа Кловис встречаются возникшие примерно одновременно наконечники в виде «рыбьего хвоста». У них желобок отсутствует, вместо этого вблизи от нижнего конца имеется уступ, уменьшающийся и исчезающий на конце, за что наконечники и сравнивают с рыбьими хвостами. 
Так как наконечники Кловис оказались очень похожи на солютрейские, распространённые 20-18 тыс. лет назад в доисторической Европе, то в 1998 году была предложена так называемая «Солютрейская гипотеза» о связи палеоиндейцев с палеоевропейцами. Эта гипотеза была опровергнута позднейшими генетическими исследованиями, доказавшими исключительно азиатское происхождение палеоиндейцев.

### Фолсомская традиция

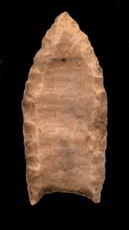
Наконечник копья (Традиция Фолсом)

После культуры Кловис возникла традиция Фолсом (ранее именовавшаяся также культура Фолсом («охотников на бизонов»),или культура Линденмайер), названная по месту находок в штате Нью-Мексико. Данная надкультурная традиция существовала в период около 10 500 — 9500 гг. до н. э. и отличается довольно широким спектром охотничьей добычи (дичи), что, возможно, было связано с вымиранием мегафауны по окончании последнего оледенения, а также из-за истребления мегафауны охотниками Кловис. Наконечники копий  — существенно меньшего размера, чем у предшествующей культуры Кловис.

### Поздние палеоиндейские культуры
Культуры, возникшие после Кловис и Фолсом, были региональными и отличались друг от друга. Общей чертой было то, что наконечники стрел, как правило, уже не имели желобка, а также вновь стали крупными, как и во времена культуры Фолсом.
К этим поздним культурам относятся культура Долтон и Культура Сан-Патрис на юго-востоке Северной Америки, а также культура Плано на юго-западе Мексики.

## Переход к архаичным индейским культурам
Окончание «палеоиндейского периода» (именуется также литическим, по аналогии с палеолитом в Евразии и Африке) обычно датируют около 8000 г. до н. э. (для востока Северной Америки и для Месоамерики, на прочих землях Америки этот период продолжался существенно дольше). За ним следует Архаичный период доколумбовой хронологии, когда появляются первые элементы оседлости и примитивная керамика. В западной части Северной Америки после исчезновения культуры Кловис трудно установить чёткую периодизацию, отдельные культуры занимают очень небольшие пространства, нередко в археологических слоях наблюдаются значительные пробелы. В Центральной Америке и в значительной части Южной Америки с окончанием Фолсомской традиции развитие идёт совершенно своим путём, непохожим на остальные области Америки.
На территории США наибольшая концентрация палеоиндейских памятников обнаружена на севере штата Алабама. Из этих памятников наиболее интересными в стратиграфическом плане являются Скальные жилища Стэнфилд-Уорли, где наблюдается последовательность слоёв от позднего литического вплоть до миссисипского периода.

## Генетика
Среди индейцев представлены следующие гаплогруппы:
- гаплогруппа C (Y-ДНК)
- гаплогруппа Q (Y-ДНК)
- гаплогруппа R1 (Y-ДНК)
- гаплогруппа A (мтДНК)
- гаплогруппа B (мтДНК)
- гаплогруппа C (мтДНК)
- гаплогруппа D (мтДНК)
- гаплогруппа X2a (мтДНК)
- некоторые другие крайне редкие гаплогруппы Y-ДНК и мтДНК

Майкл Хаммер из Университета Аризоны подсчитал, что 17 % индейских мужчин сегодня имеют Y-хромосомные гаплогруппы, унаследованные от европейцев (у афро-американских мужчин европейская примесь может составлять от 5 до 30 %).
У племени ботокудо из Бразилии некоторые исследователи находят сходство в строении черепа с полинезийцами, что, по их мнению, могло свидетельствовать о следах одной из наиболее ранних миграций до прихода предков большинства современных индейцев. Однако генетические исследования показали, что генетически ботокудо имеют небольшую общность с австронезийцами — в костных останках двух бразильских ботокудов XIX века обнаружена митохондриальная гаплогруппа B4a1a1, характерная для Мадагаскара, где 20 % митохондриальных линий относятся к гаплогруппе B4a1a1a. У остальных 12 ботокудо обнаружена типичная для индейцев митохондриальная гаплогруппа C1. Возможно, женщины-рабыни, привезённые бразильскими работорговцами с Мадагаскара, были похищены индейцами или сбежали от рабовладельцев и нашли убежище у ботокудо, создав условия для интрогрессии их мтДНК в ДНК индейского населения.

## Останки
- Кенневикский человек
- Лузия (ископаемый человек)

## Памятники
- Культура Кловис
- Куэва-де-лас-Манос
- Монте-Верде
- Серра-да-Капивара
- Шегианда

### Статьи
- David G. Anderson and J. Christopher Gillam. Paleoindian Colonization of the Americas: Implications from an Examination of Physiography, Demography, and Artifact Distribution (англ.) // American Antiquity. — Cambridge University Press, 2000. — Vol. 65, iss. 1. — P. 43-66.